# Programa FPU
El Programa FPU —Formación de Profesorado Universitario— es un proyecto anual del Gobierno de España que tiene como misión la formación docente e investigadora en el marco del estatuto del personal investigador. Se convoca anualmente por el Ministerio de Universidades español. Su objetivo es ayudar a la formación de futuros doctores de universidad. Para ello el programa ayuda a los graduados de universidad sobre la base de una serie de criterios (mejores expedientes, interés del proyecto de tesis, currículo del director de tesis y producción del grupo investigador) a insertarse en un departamento, instituto u otro centro de investigación para desarrollar su labor investigador y culmine la tesis. El coste total para 2010 era de 67.928.854,00 € que viene a representar el 1,7% del presupuesto anual para el Ministerio de Educación de España.

## Ventajas del programa
El programa ayuda económicamente a los futuros doctores para poder realizar su tesis, aunque éstos no pueden compatibilizar su trabajo con otra actividad remunerada. Para el año 2010 la ayuda ascendía a 1.143 euros mensuales con un período máximo de 48 meses (4 años). La ayuda es compatible con otras que provengan de tareas asociadas a la investigación.
La universidad en la que desarrolla su actividad el alumno debe facilitar que este participe en tareas docentes, a partir del tercer año, en el que pasa a formar parte estatutariamente de la universidad.

## Acceso al programa
El alumno que quiera solicitar su participación en este programa deberá ponerse en contacto con un tutor para que le se supervise su proyecto de investigación. El centro de adscripción puede ser un departamento o un instituto universitario. El Ministerio valorará las siguientes características de la solicitud:
- Interés científico y calidad del proyecto (hasta 0,5 puntos)
- Curriculum vitae del solicitante (hasta 2,0 punto)
- Curriculum vitae del director de la tesis doctoral (hasta 2,5 puntos)
- Actividad investigadora del grupo investigador en el que se integra el solicitante en los últimos cinco años (hasta 1,0 punto)[2]
- Ponderación de la nota media del expediente académico en función de la universidad y las notas medias de las carreras en España. (4,0 puntos)

En los últimos años, se han estado ofreciendo 850 plazas en concurrencia competitiva para toda España, y cada área de conocimiento tiene diferente número de ayudas. Los candidatos deben tener una nota media superior a 1,60 sobre 4.

## FPU y FPI
El programa FPU "Formación del Profesorado Universitario" se diferencia del FPI "Formación de Personal Investigador" en que las ayudas asociadas a este último son otorgadas por un proyecto, que a su vez solicitó dicha posibilidad al Ministerio, y no directamente por este.